# Dansa dels Cavallets del Corpus Christi
La Dansa de Cavallets és una de les danses que componen els actes de la Festa del Corpus Christi de València o Xàtiva. Es tracta d'una dansa típica que és representada en molts llocs de la geografia dels Països Catalans, com Catalunya o les Illes Balears, amb la qual es tracta de representar la lluita entre uns genets turcs i altres cristians, cosa que li confereix un caràcter històric religiós.

## Història
La dansa dels Cavallets és relativament moderna, ja que igual que passa amb les dasses infantils de: turcs, arquets, pastorets, llauradors i vetes; són tots balls que tenen el seu origen al llarg del segle xix.
És una dansa infantil, que a la festivitat del Corpus de València estaria entre les denominades dansetes. Aquesta dansa, com la resta de danses infantils participen a la Cavalcada del Convit.
Algunes fonts identifiquen aquest ball com a moros, (de fet els dansaires són uns nens vestits de morets, és a dir, amb abillament de turc o d'àrab, que representarien el seguici dels Reis Mags, venint a simbolitzar l'adoració al Santíssim Sagrament fins i tot els infidels) i sembla que el seu origen és al Misteri dels Reis Mags (representacions teatrals que van enriquir els entremesos que es realitzaven en un primer moment sobre les roques del Corpus de València des del segle XV) passant a interpretar-se de forma independent en un moment indeterminat.
Per a altres autors, com Fermín Pardo i Salvador Seguí, és una dansa que s'inspira en les evolucions i els adorns que es feien amb cavalls des de l'Edat Mitjana, en algunes commemoracions i homenatges. És per això una dansa que presenta també altres versions al marge de la utilitzada al Corpus de València (es poden trobar versions d'aquesta dansa a Castelló de la Plana, en algunes localitats del Maestrat, a Catalunya i a Mallorca)
El ball és representat per vuit nens vestits de turcs o d'àrabs (amb un turbant rematat amb una mitja lluna, camisa i armilla curta, una faixa de color, calçons llargs a l'estil bombatxo, i de calçat normalment espardenyes valencianes de cintes), dansant en un cavall de cartró (consistent realment en un cap i mig cos superior amb un forat per on posar-se el dansaire. Per deixar que les cames i els peus dels dansaires poguessin veure's, les gualdrapes eren una mica més curtes, però amb elles es dissimulava la falta de potes de l'animal i alhora es decorava la peça pel color de la tela). Manuel Arenas Andújar considera que els primers cavallets de cartró es van introduir el 1846 coincidint amb les reformes que es van fer de la cavalcada sota la direcció del Capellà Honorari de l'Ajuntament, el senyor Vicente Font de Mora. Amb anterioritat, els cavalls eren de vímet o altre material prou mal·leable com per donar forma a aquest animal, ja que l'origen de la dansa és anterior, podent fins i tot remuntar-se al 1615, època en què podem documentar altres danses de cavalls, com les del Maestrat. També la forma de vestir-se dels dansaires coincidiria amb aquestes dates en què es produïen refregues amb els turcs, els pirates i l'expulsió dels moriscs.

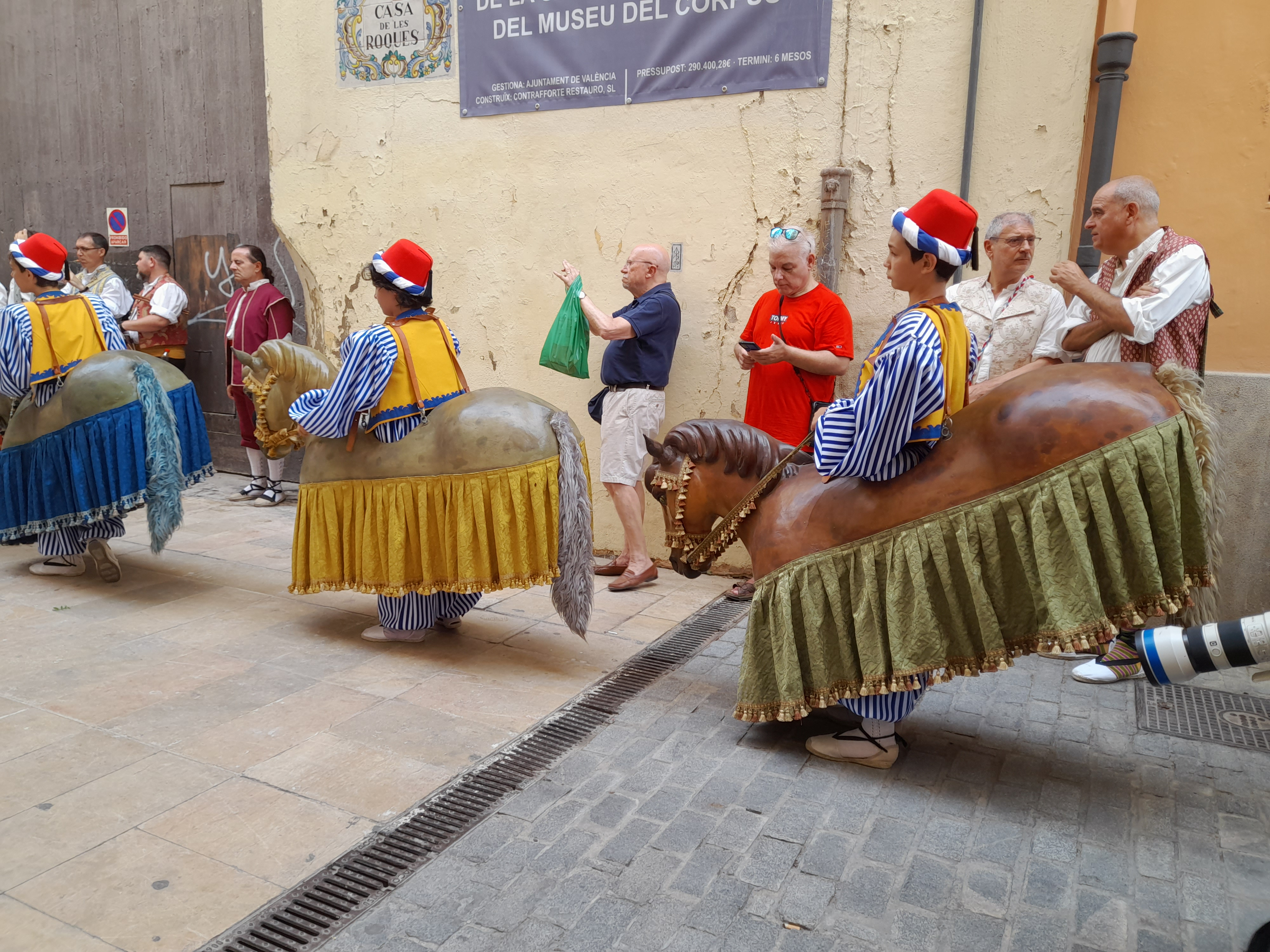
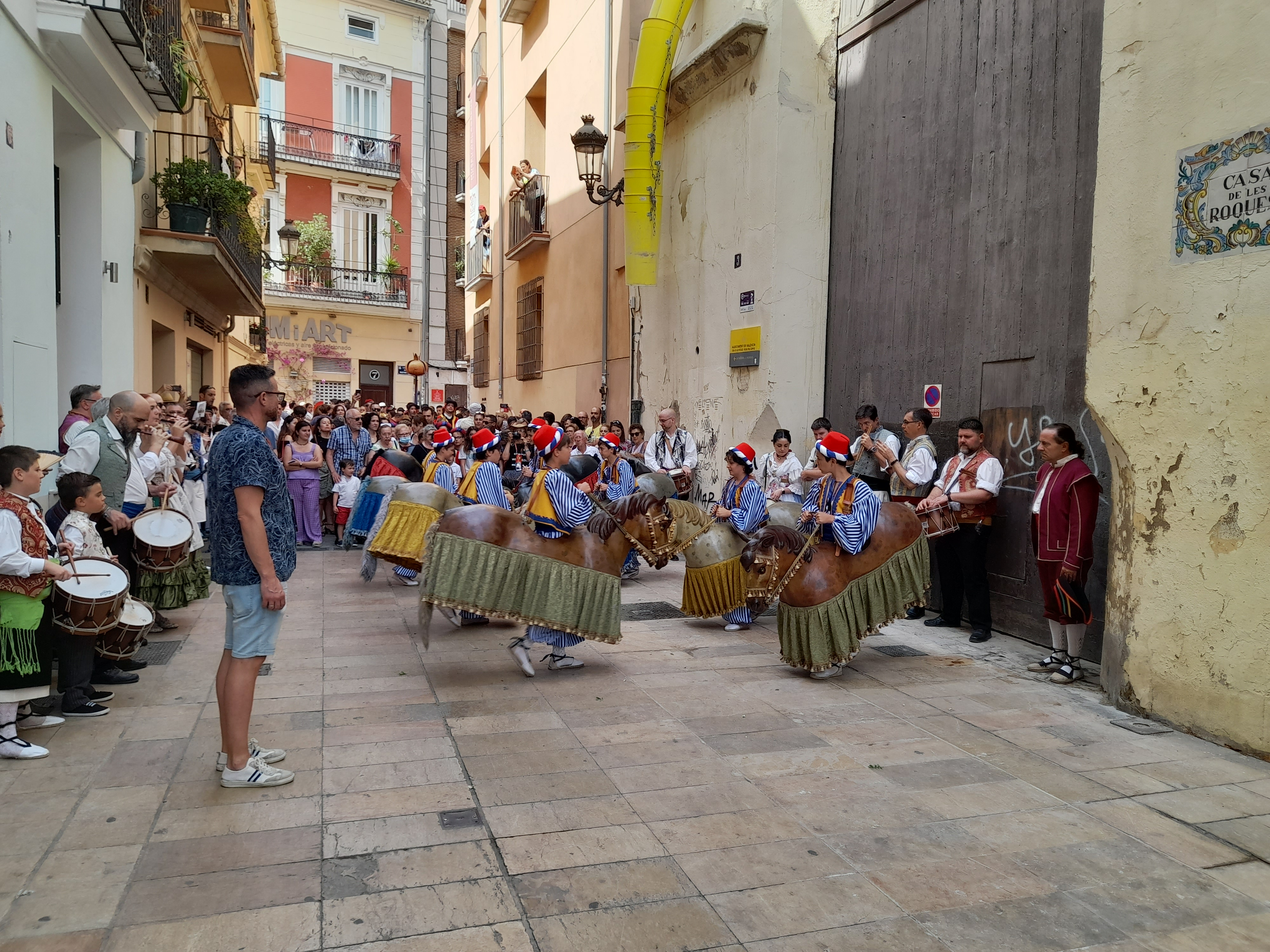
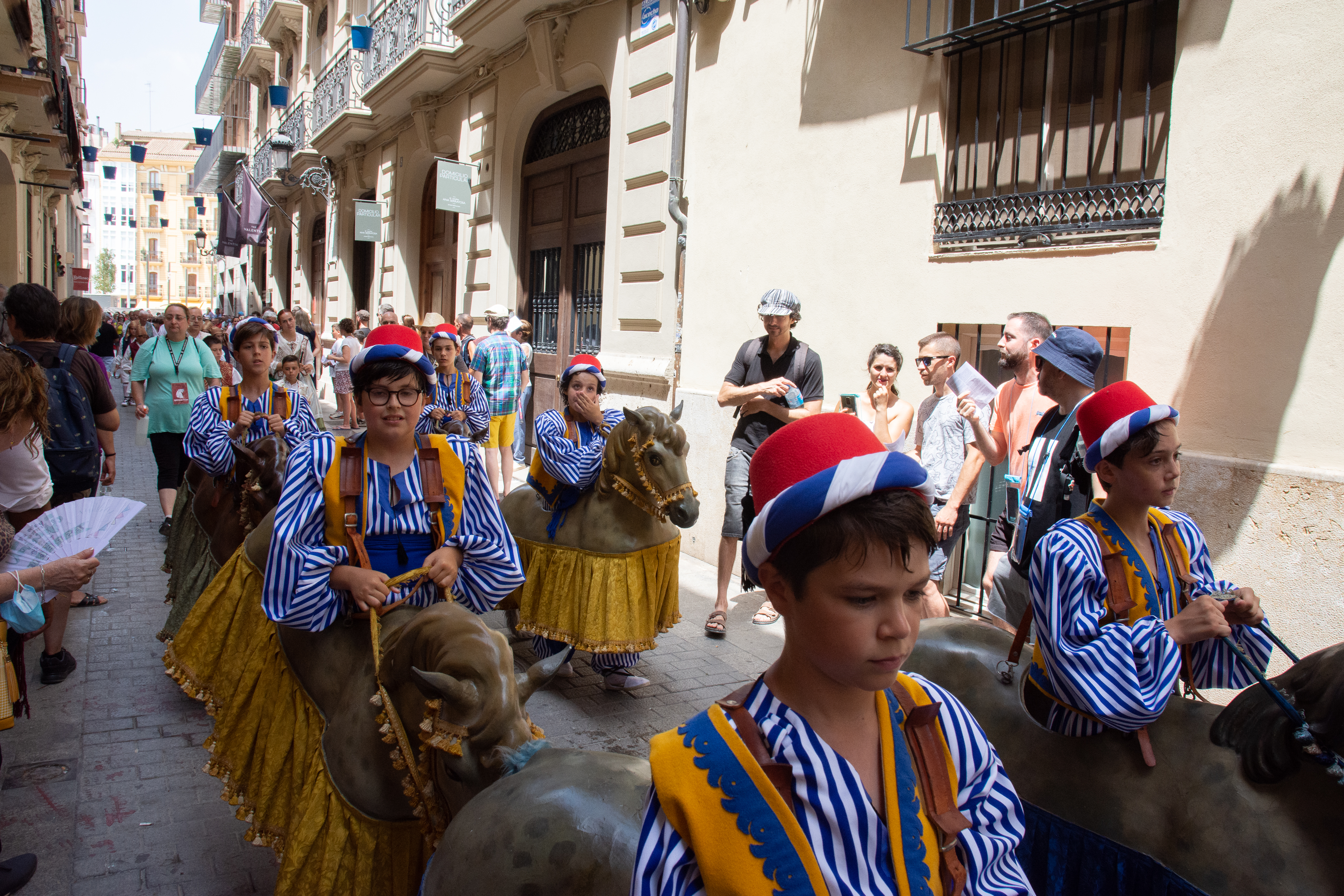
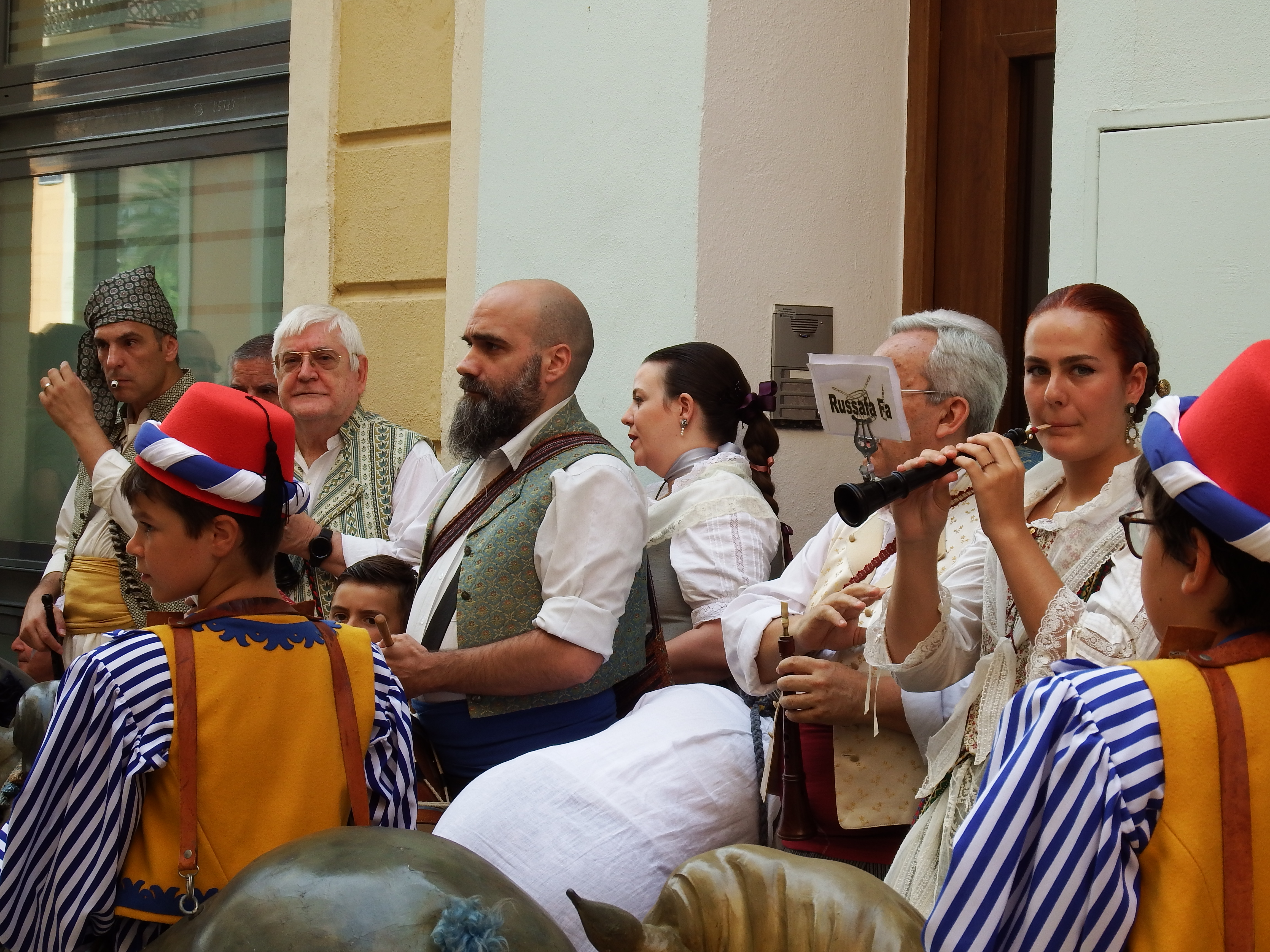
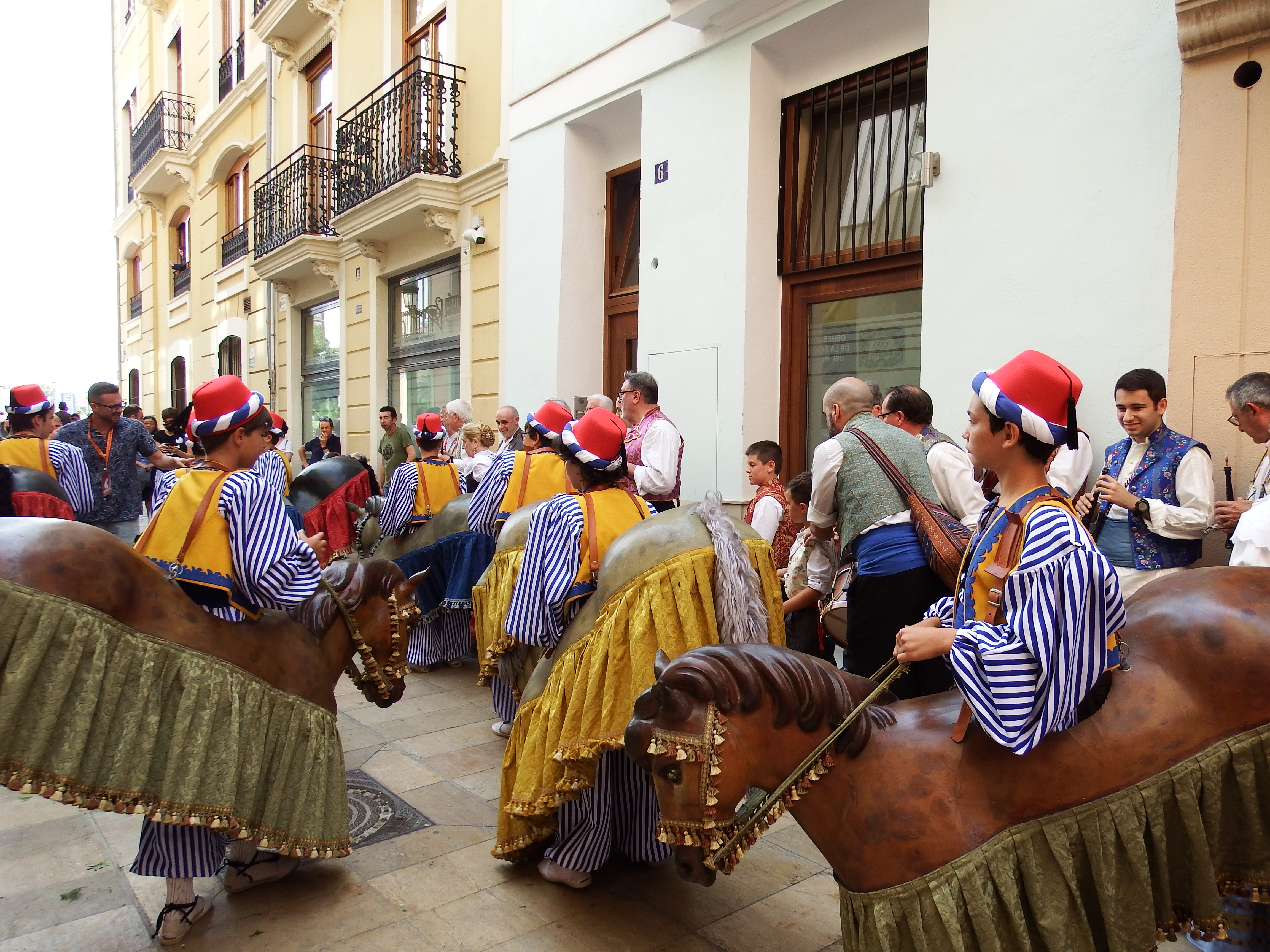
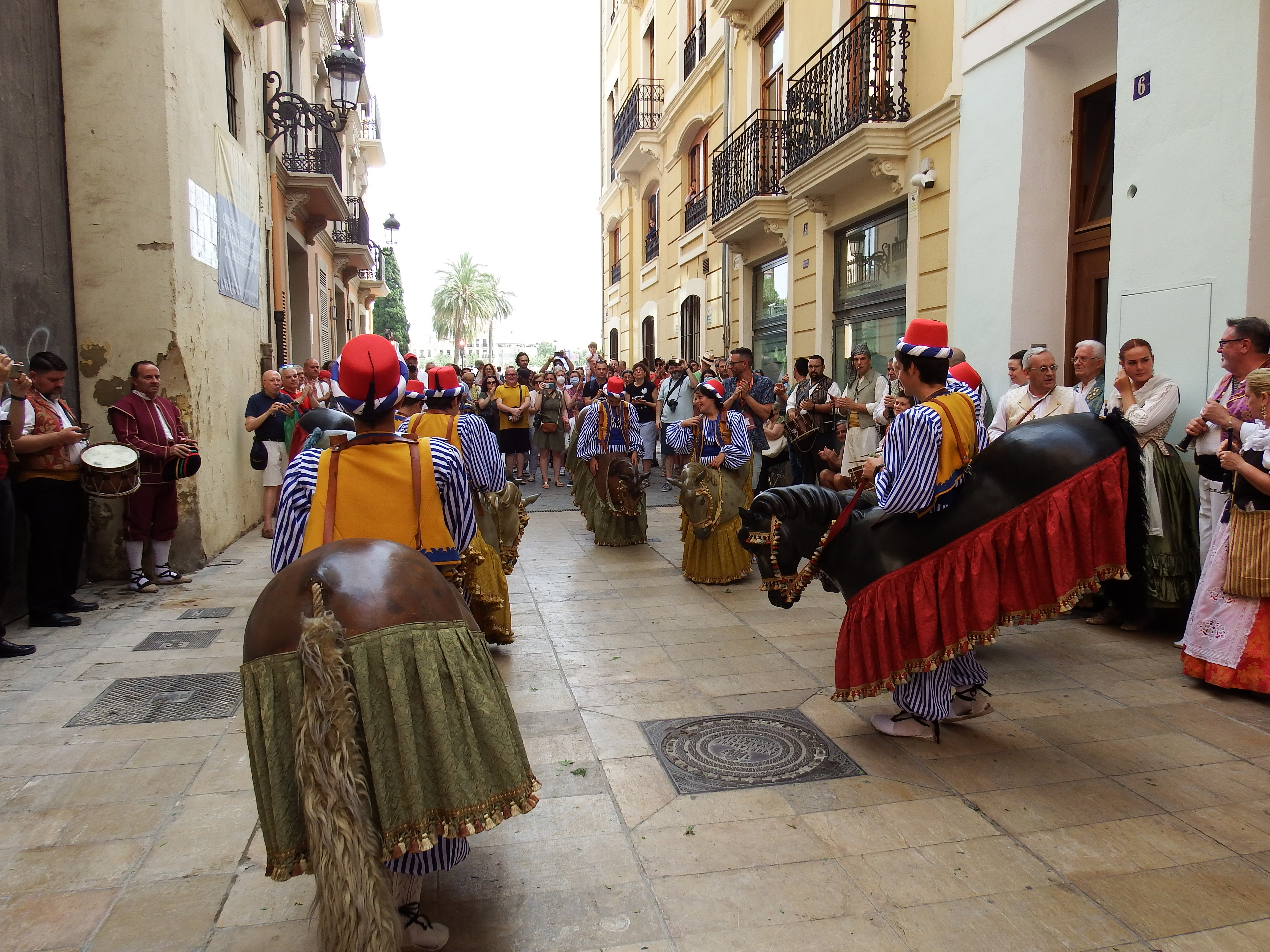
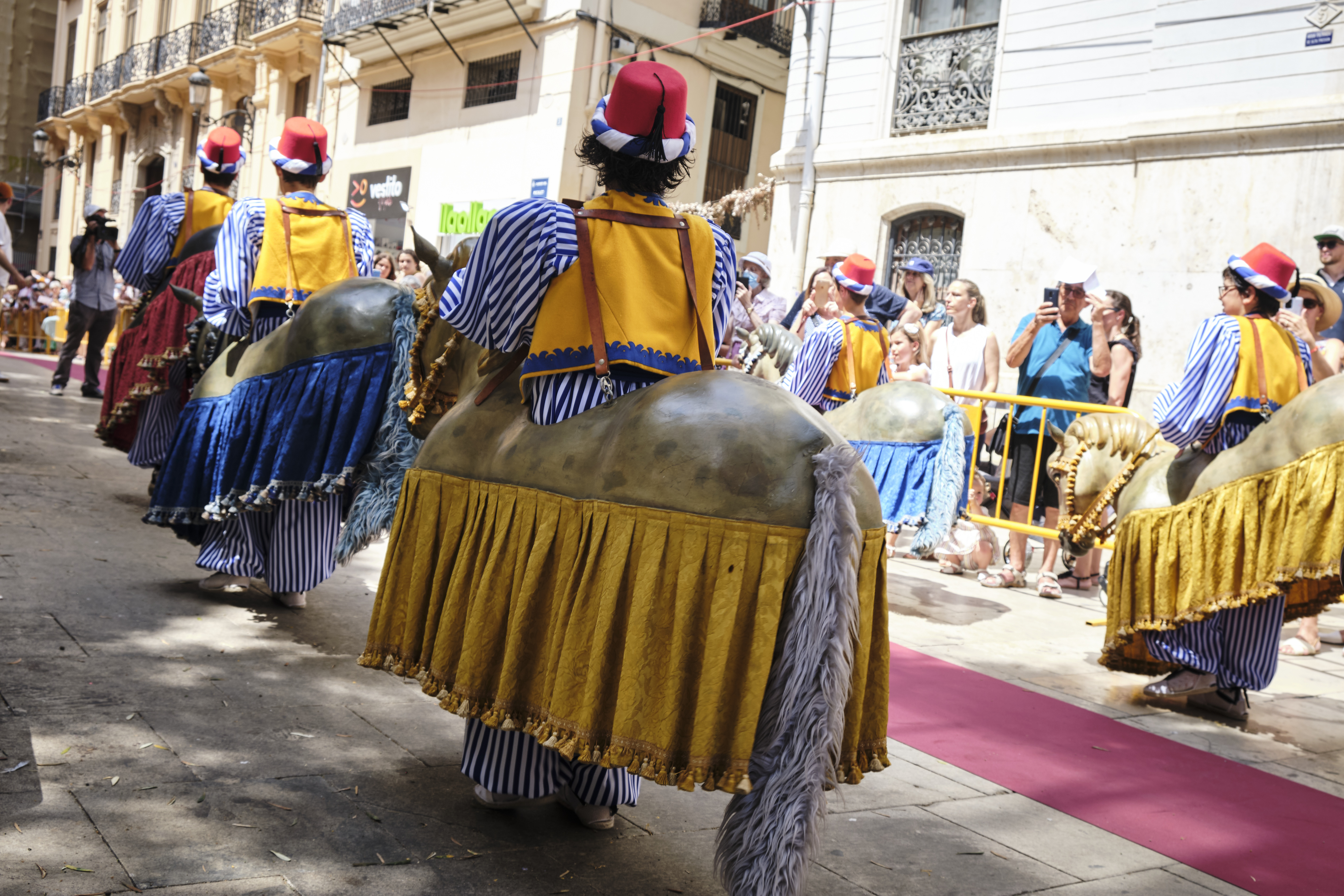
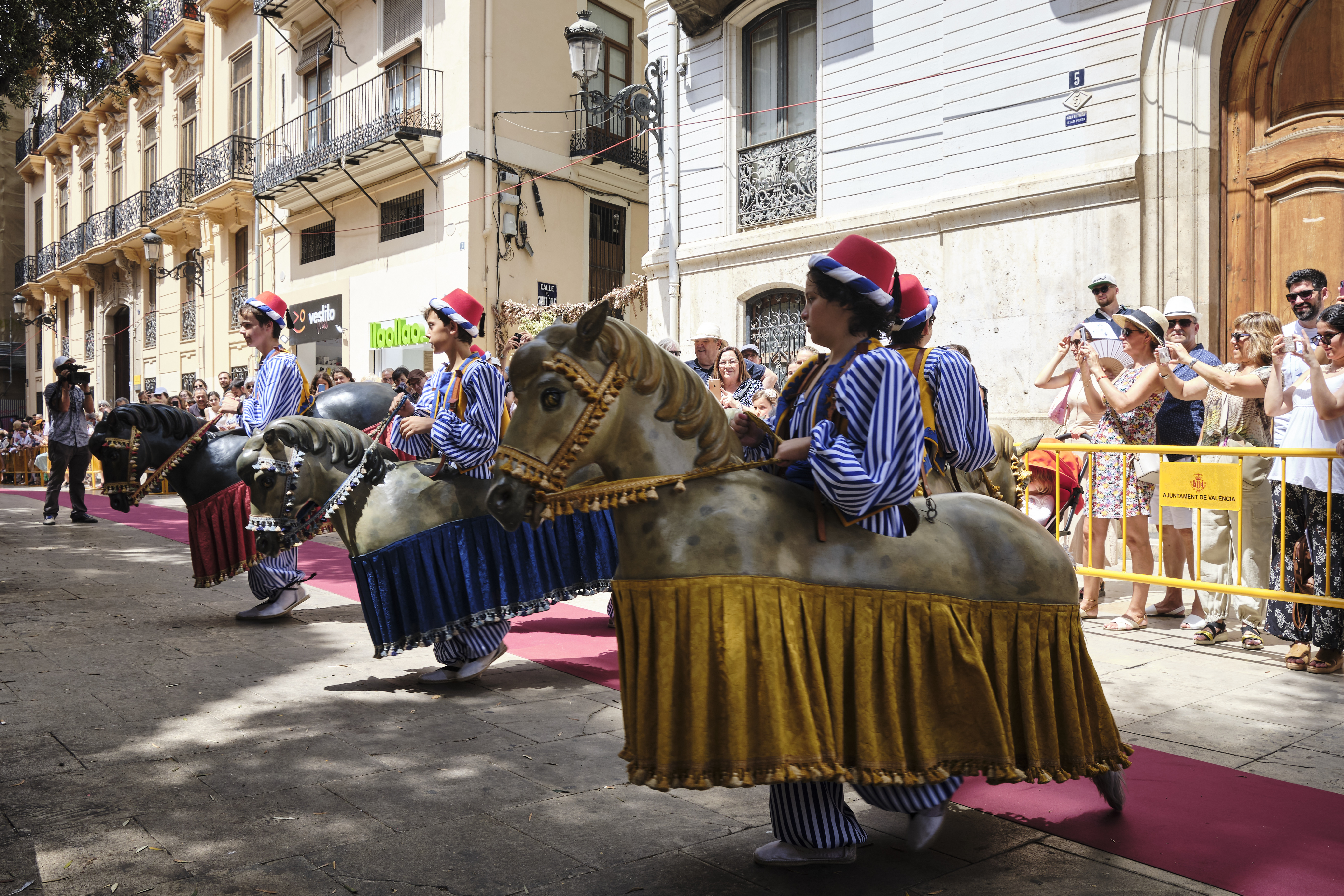
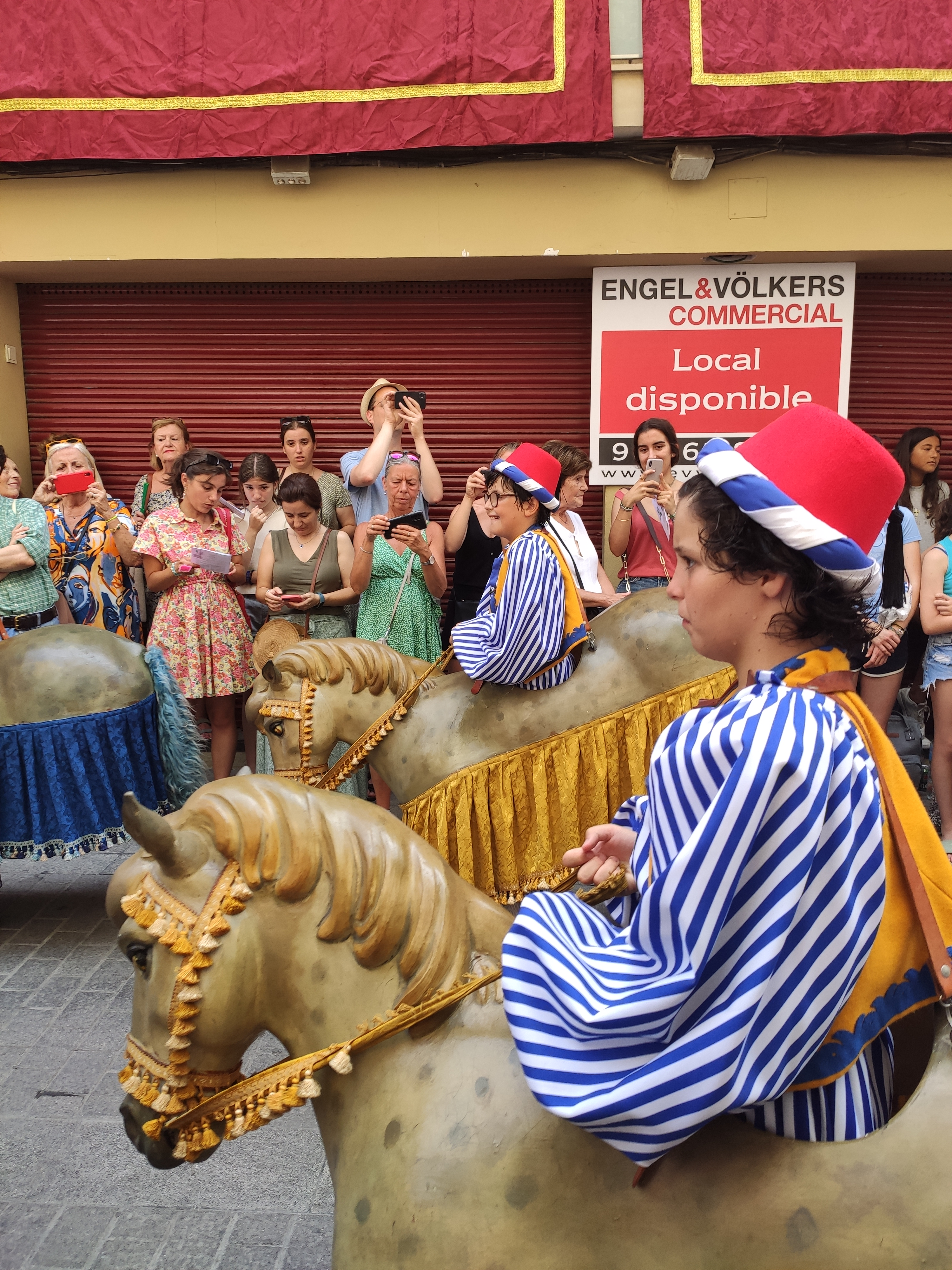
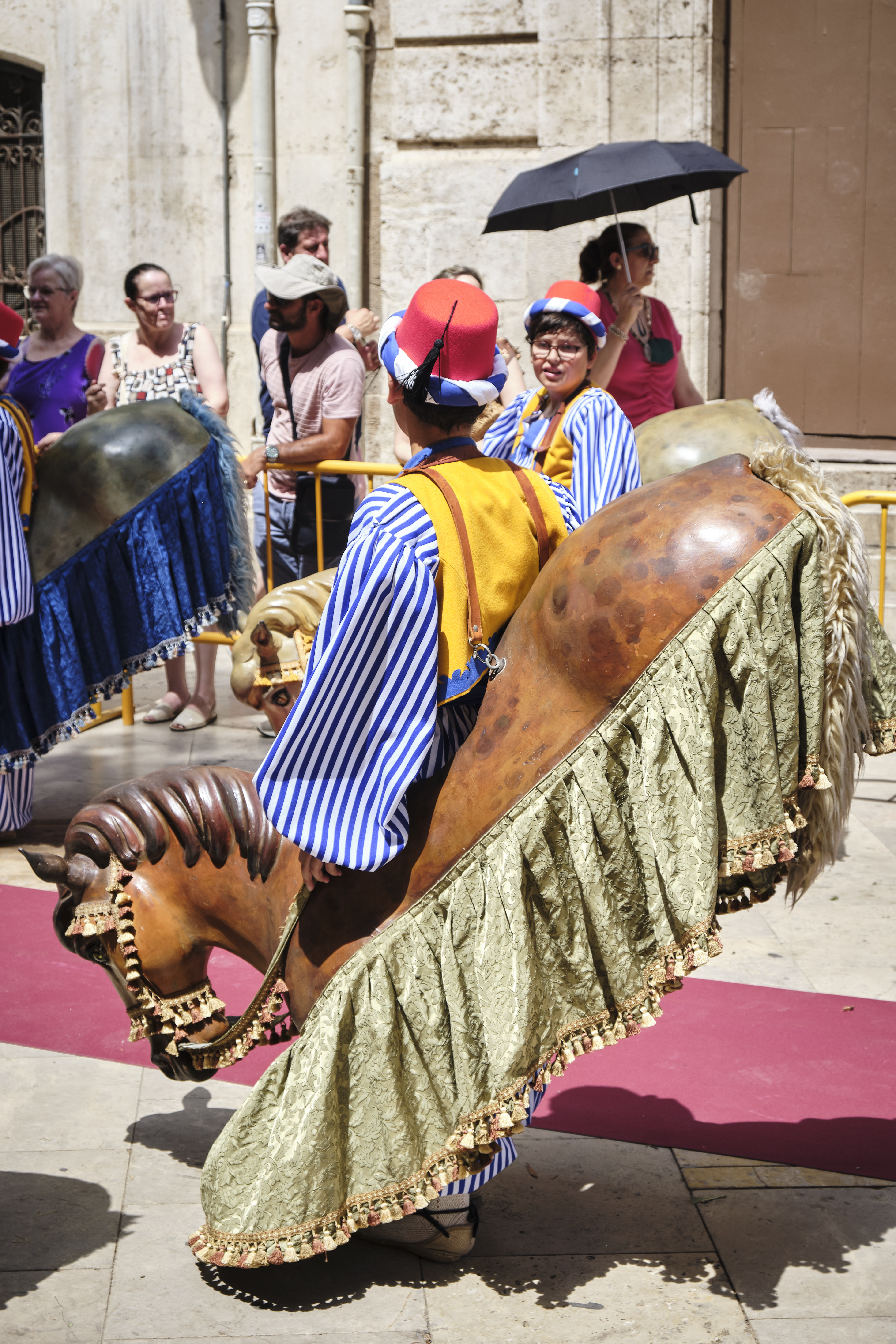
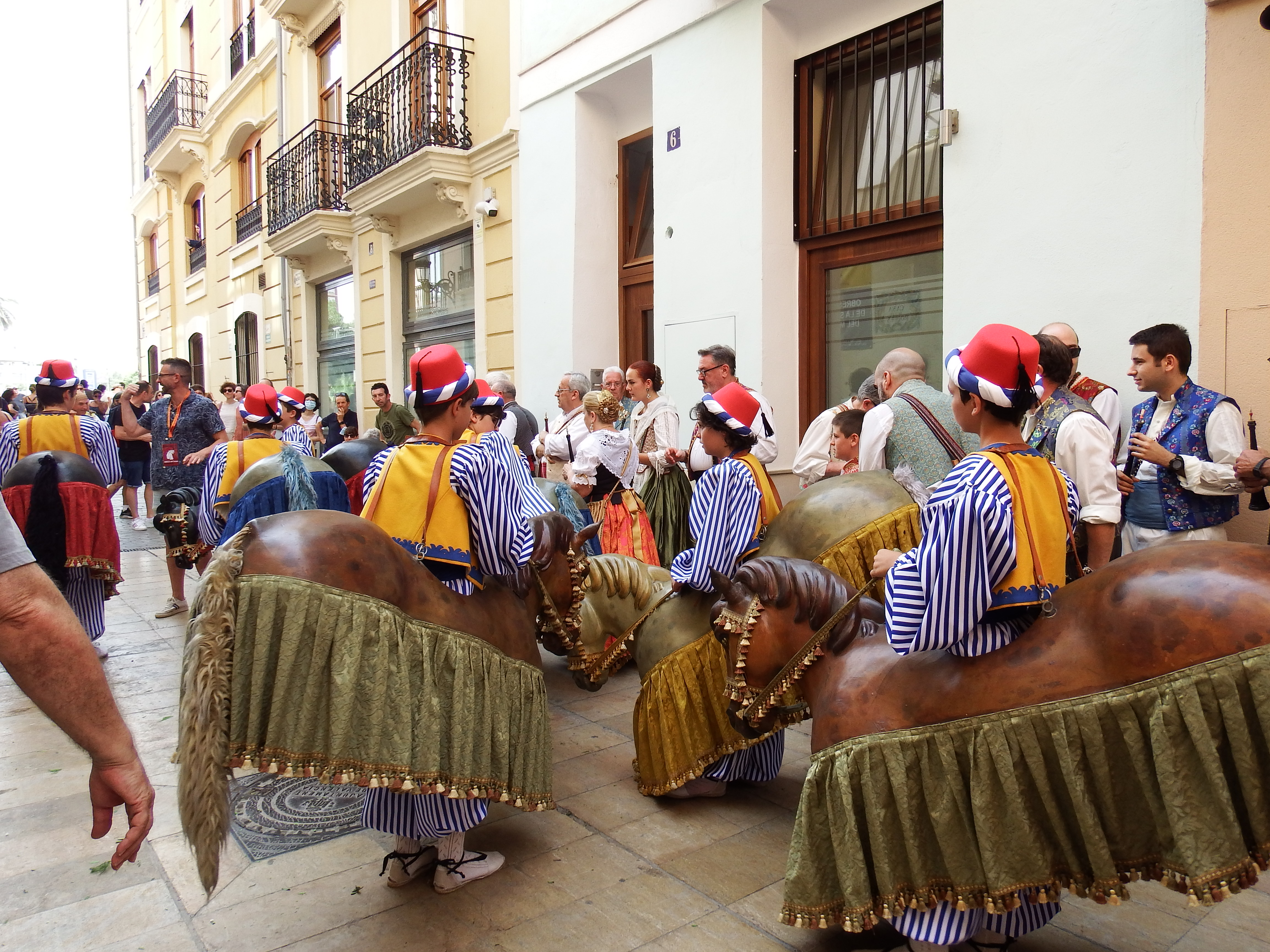

Tot i que aquest ball està arrelat en els actes del Corpus de València, un estudi més profund de la música que s'hi empra, permet demostrar la seva relativa modernitat, ja que es dataria al segle xix, malgrat que pot tenir precedents anteriors. De fet, la primera partitura que es disposa d'aquesta música és de l'època en què el pare Baixauli va recopilar les danses, curiosament aquesta partitura és la que s'utilitza al ball actual dels Pastorets.
Aquesta confusió de melodies es deu als problemes que es van tenir en el procés de la recuperació de les danses a la festivitat del Corpus a partir de 1977. Un fet que va cridar l'atenció en fer aquest esforç de recuperació de les danses va ser comprovar que hi havia hagut un canvi en les melodies de les danses. Així, per exemple, la melodia pròpia de la dansa dels cavallets (segons versió que Joan Blasco havia après del seu mestre) era diferent de la que apareixia a la documentació amb què es comptava (fonamentalment la recopilació duta a terme a principis del segle XX pel frare Marià Baixauli) com a melodia utilitzada a mitjans del mateix segle. La melodia de la dansa dels cavallets era igual a la que anteriorment s'utilitzava com a melodia a la Dansa dels pastorets. Així, es va decidir prendre la melodia que segons Baixauli era la típica de la dansa dels cavallets i utilitzar-la per a la dansa dels pastorets, dansa de la qual, almenys Joan Blasco, no tenia idea de quina melodia tenia.

## Descripció de la dansa
Els vuit dansaires d'aquest ball es col·loquen en dues files de quatre dansaires cadascuna i al llarg de tota la dansa utilitzaran un únic pas, que a més és comú a totes les dansetes o danses infantils: primer amb el peu dret es colpeja amb força el sòl alhora que l'esquerre queda enlaire durant aquest cop fort del dret. A continuació el peu esquerre camina però utilitzant la meitat de temps que quan copeja fortament el terra, acompanyant el dret amb la mateixa rapidesa a l'esquerre en el desplaçament. Es copeja fortament el terra novament, sent aquesta vegada el peu esquerre el que ho fa, mentre que el dret queda a l'aire. I novament es produeix el desplaçament ràpid dels dos peus.
Durant la dansa es realitzen evolucions i figures que es poden classificar com de dues tipologies:
- Figures que pretenen aconseguir efectes coreogràfics mitjançant combinacions, ja sigui en parelles o en conjunt.
- Posicions intermèdies, que són necessàries per passar d'unes figures a les altres, o per iniciar les figures.

En cada tipus de figura o evolució s'empra una melodia diferent, tenint en compte que a les figures es repeteix la melodia mentre que no es fa el mateix a les posicions intermèdies.
Per a la formació de les files inicials que han d'acabar estant en paral·lel, cada grup de quatre dansaires surten d'extrems oposats i en sentit oposats, de manera que uns arriben a la seva posició seguint una línia recta, mentre que els altres n'han de fer un petit gir per quedar en paral·lel i en el mateix sentit de marxa que els primers. Durant aquesta aproximació sona la primera melodia, i es passa a iniciar la primera figura que consisteix a descriure una mena de vuits per parelles, és la que podríem anomenar figura del vuit al capdavant, ja que els vuit els formen els cavallets que es troben en la mateixa posició de la fila però a llocs oposats, és a dir, el primer de la fila dreta amb el primer de la fila esquerra i així successivament. Durant la formació d'aquests vuits sonen les altres dues melodies iterades.
Tornem a realitzar una posició intermèdia que deixa els dansaires a les fileres originals, i realitzen la segona figura, novament un vuit, però de banda, és a dir, els dansaires de cada fila fan un vuit amb el seu company del costat, el primer i el segon, el tercer i el quart de la fila dreta fan els seus respectius vuits, mentre que els cavallets de la fila esquerra fan els propis.
Després dels vuits de costat es passa a una nova posició intermèdia inicial (dues files de quatre cavallets en paral·lel) que porta a la formació d'un cercle que inicia la fila de la dreta que és seguida per l'esquerra però fent un gir exterior per acabar al final de la fila dreta i des d'allà seguir el quart cavallet dret en la marxa per formar el cercle. A partir d'aquesta nova posició intermèdia s'intenta fer la tercera figura, coneguda com la roda, i que consisteix a fer girar el cercle cap a la dreta amb una de les melodies iterants i després a l'esquerra amb l'altra.
Tornem a una altra posició intermèdia del cercle, però ara al so de la primera melodia, col·loquen els caps dels cavalls mirant el centre del cercle. I és a partir d'aquesta posició quan s'inicia la quarta figura, que consisteix a entrar al temps cap al centre del cercle tots dos dansaires de les parelles parells de les dues files, és a dir, els que ocupen les posicions 2-4 d'una fila juntament amb els que ocupen la mateixa posició a la fila paral·lela de la posició inicial, i surten per deixar entrar les parelles que ocupen els llocs 1-3. Això ho fan al so d'una de les melodies iterants, les figures parells mentre que en sonar la segona melodia iterant, l'entrada és de les parelles imparells.
Acaba aquesta quarta figura es torna al cercle que és novament una posició intermèdia en què els caps dels cavallets deixen d'estar mirant cap al centre, encarant-se per parelles els de la posició un miren a la posició dos, els de la posició tres a la quatre, cadascun respectant la corresponent fila i al so de la melodia apropiada. Aquesta posició es coneix com la preparació per al cordó.
Es passa ara de la preparació del cordó a la formació de la cinquena i última figura, i per això els dansaires parells giren en la seva posició en sentit contrari que els dansaires senars, i ho fan cap a dins i cap a fora, evitant així xocar els uns amb els altres, tot això al so de les dues melodies que es repeteixen.
En finalitzar aquesta figura es desfà el cercle anant-se els dansaires d'una fila en un sentit i els de l'altra al contrari.